# Clarazella signatifemora
Clarazella signatifemora is een rechtvleugelig insect uit de familie Ommexechidae. De wetenschappelijke naam van deze soort is voor het eerst geldig gepubliceerd in 1978 door Piza.